# Manuel Mujica Carassa
Manuel Mujica y Carassa fue un hacendado, empresario, banquero, minero y político peruano. Llegó a poseer una de las fortunas más grandes del Perú a inicios del siglo XX que fue heredada por sus hijos Manuel y Miguel Mujica Gallo.
Nació en Lima el 25 de julio de 1876. Su padre Elías Mujica y Trasmonte fue un importante banquero y empresario peruano, fundador del Banco Internacional del Perú. 
Entre sus principales propiedades se encontraban diversas minas de cobre en la provincia de Pasco. Durante el periodo de concentración de la minería cerreña en manos de inversores estadounidenses a través de la Cerro de Pasco Mining Corporation, Mujica obtuvo importantes ganancias y mantuvo la propiedad de otras minas lo que le permitió acceder a otras industrias. Así, en 1910 constituye junto a otros inversionistas peruanos vinculados a la minería la "Sociedad Ganadera del Centro".
Entre 1902 y 1908 fue director del Banco Popular, del Banco Internacional y de la Compañía de Seguros La Popular. Asimismo, en los años 1930 y 1940 incursionó con éxito en la industria algodonera de la mano de la familia Bentín, descendientes del empresario limeño Antonio Bentín.
Fue elegido diputado por la entonces provincia juninense de Pasco en 1907. En 1913 fue elegido tanto como diputado suplente de la provincia de Pasco como senador por Junín.
Falleció en Lima, el 28 de julio de 1961.